# Королёв, Спартак Иванович
Спартак Иванович Королёв (24 марта 1924, Казань — 23 декабря 1999, Минск) — советский (белорусский) учёный-лингвист, педагог, поэт, автор нескольких стихотворных сборников, композитор, кандидат педагогических наук. Декан Факультета повышения квалификации и переподготовки кадров Минского государственного лингвистического университета. Участник Великой Отечественной войны.

## Биография
Спартак Иванович Королёв родился 24 марта 1924г в г. Казань (СССР, Татарская АССР), отец — Королёв Иван Терентьевич (1903—1971), мать — Королёва Елизавета Петровна (1903—1967). По месту работы отца семья переезжала сначала в г. Чермоз (СССР, Россия), затем в г.Тюмень (СССР, Россия). В июне 1942г в г. Тюмень окончил среднюю школу. 27 августа 1942г призван в ряды Советской армии и командирован во 2-е Тюменское высшее военно-инженерное командное училище имени маршала инженерных войск А. И. Прошлякова Министерства обороны Российской Федерации, а в апреле 1943г направлен на Центральный фронт в качестве командира пулемётного отделения. В августе 1946г получил воинское звание майор и был командирован в Германию. Имеет ряд военных наград за участие в Великой Отечественной войне. В августе 1949г поступил на учёбу в Военный Институт Иностранных Языков (ВИИЯ) Советской Армии в г. Москва. Жена Королёва Нина Дмитриевна (1926—2008), дочь — Королёва Марина Спартаковна (1951г).

## Научная и общественная деятельность
В 1954 г. демобилизовался и поступил на работу в Минский педагогический институт иностранных языков (с 1993г — Минский государственный лингвистический университет — МГЛУ) — на должность старшего преподавателя кафедры немецкого языка, который знал в совершенстве. В 1968г прошёл курсы повышения квалификации в Вене (Австрия) и защитил кандидатскую диссертацию.
В 1966/67 учебном году в институте была образована Кафедра психологии под руководством доцента Б. А. Бенедиктова. Необходимость такой кафедры в стране возникла с ростом потребности в специалистах по психологии глубокого и свободного владения иностранным языком, что было важно для военных и гражданских переводчиков, юристов и других специалистов, работавших за рубежом, для которых важно владеть языком как родным. В марте 1969г Королёв С. П. был избран доцентом этой кафедры. Королёв вёл преподавательскую и научную работу, интересуясь многоязычием — использованием двух или более языков, проблемой коммуникации и мышления.

### Коммуникативный подход к преподаванию иностранного языка
Королёв ввёл понятие коммуникативный подход к преподаванию иностранного языка. Он первым разработал и опубликовал в 1967 г. набор упражнений для коммуникативного общения преподавателей и учеников (The Communicative Approach), где ставилась задача учителя и учеников работать активно с использованием коммуникативных (ролевых) игр, проектов, театрализации, что противоречило стандартным методам преподавания, где обучение сводилось в основном к переводу текстов, изучению грамматики. Новая методика образования, где студент должен быть активным участником собственного учебного процесса с элементами игры вызвала широкий резонанс в профессиональном педагогическом сообществе. 
Королёв считал, что коммуникативные упражнения — это простой и эффективный способ научить переводчика устанавливать контакт и уверенно общаться. Он изложил необходимость коммуникативных упражнений в своей статье «Проблема коммуникативно-мыслительных упражнений», опубликованной в книге: «Коммуникативные упражнения для обучения иностранным языкам в школе и вузе». Работы, опубликованные в 1991—2019 гг расширили и совершенствовали этот метод.
В этот же период времени (1960 — 1970гг) многие зарубежные лингвисты также приходят к мнению, что обучение иностранным языкам требует новых подходов в связи со сложностями усвоения чужого языка традиционными методами. Вводится «концепция коммуникативной компетенции», которая проистекает из концепции Хомского (Avram Noam Chomsky) о языковой компетенции идеального носителя языка. Сегодня доминирующим методом обучения любому языку стало преподавание коммуникативным методом.
Коммуникативная методика подготовки учащихся стала используется для подготовки к тестированию в форматах международных британских экзаменов по английскому языку.

### Новые подходы к формированию навыков беспереводного владения иностранными языками
Работа переводчика, то есть решение обозначенной задачи — перевод фразы или текста — предполагает умение и наличие новых форм, методов и механизмов мыслительной деятельности. Особенно когда фразы и тексты нестандартны или несут переносный смысл. Королёв вводит новый термин — «решаемость задачи». При этом Королёв открыл и обосновал четыре уровня качества перевода в зависимости от степени подготовки специалиста:
- нулевой (имитация),
  - осведомительный (аналогия),
    - обучающий (адаптация),
      - эвристический (моделирование).

Королёв С. И. в конце 60-х годов прошлого века первым начал исследование понятие «новая ситуация». Часто самые простые задачи (заученные ранее тексты), связанные с употреблением изученного материала в новой ситуации, вызывают большие затруднения, которые могут оказывать влияние на качество перевода и порой зависят от социально-психологических феноменов, личностных качеств специалистов, подготавливаемых для работы в нестандартных и экстремальных ситуациях. Кандидат педагогических наук Комков И. Ф. в своей работе, цитируя научные труды Королёва показывает их важность для современной педагогики.
Королёв С. И. уже в 70е годы в своих докладах и статьях уделял внимание влиянию прямой и обратной интерференции (влияния) разных лингвистических систем (родного и иностранного языков), контактирующих в сознании студентов. Всё это привело к появлению новой науки — современной психолингвистики, возникшей на стыке психологии и лингвистики.
Королёв был пионером развития психологического направления в языкознании — психолингвистики. Развивал новые подходы к формированию навыков беспереводного владения иностранными языками. В экспериментальном исследовании С. И. Королёва были определены критерии уровня беспереводного владения иностранным языком. Он заметил, что учащиеся с трудом усваивают переносное употребление текста на иностранном языке (в школе — около 1 %, в вузе — около 15 %). Принципы и подходы по достижению навыков беспереводного владения языком были описаны им в работе «О переходе к беспереводному владению иноязычной речью». Многие авторы за рубежом также проявляли интерес к проблемам двуязычия (Albert, M.L., Obler, L.K. 1978).
Королёв применял свои исследования на практике в преподавании иностранного языка в вузе, в отличие от традиционной школы Бенедиктова Б. А., основанной на переводе и пересказе текстов. Это не мешало им находить общие подходы в решении научных проблем, в частности Королёву и Бенедиктову принадлежит термин «смешанное мышление» в обучении иностранным языкам, о необходимости применения которого говорится в статье доктора педагогических наук Владимирского государственного университета Гурвича П.Б.

## Оценка
В 2016 году (спустя 17 лет после смерти Королёва С. И.) в публикации Белорусского национального технического университета (монография Трухан Е. В.) отмечено, что в 60 −70х годах XX века были заложены основы для внедрения коммуникативного или «интерактивного» метода в лингвистическом образовании, предпосылками для которого послужили научные работы Королёва Спартака Ивановича.
Королёвым С. И. опубликовано более 40 научных статей, защищена диссертация.
С августа 1968г он первый декан Факультета повышения квалификации преподавателей иностранных языков высших учебных заведений Минского педагогического института иностранных языков. Имеет правительственные награды.

## Творчество
Королёв С. И. был человек талантливый и оригинальный, кроме научной деятельности и преподавания, он сочинял музыку, любил искусство, философию, писал стихи:

«Уходит прочь заботы ощущенье, слетает груз обыденных оков и, наступает таинство общенья, где важно всё, где нету пустяков… Где каждый миг дарует очищенье. Какие речи здесь! Какие лица! Взмывает ввысь общения ладья. Уже близка, уже вот-вот решится загадка собственного бытия — осталось лишь друг в друге раствориться»
Хотя он был человеком весьма общительным, творческая сторона его жизни была не очень известна широкой публике. В стихотворении «Первому учителю» он писал: «Наш дорогой Учитель, дышим единством с Вами. Жизнь для людей зачтите. Мы не стремимся к славе». Друзья считали его экстрасенсом и отмечали его трепетный интерес к творческой судьбе Елены и Николая Рерихов. К 110-летию рождения Н. К. Рериха, которого он в стихах называл своим Учителем, Королёв написал: «Рериха картины, как иконы. Верящий в природу их поймет. Дел великих совершил он горы. Нас, земных, на подвиги зовет» (Стихотворение « Увидевший небо»). По словам друзей стихи писались им без единой правки. Его стихи — это попытка осмыслить такие философские категории как материя, время, пространство, вселенная:

«Где-то в старых горах есть запущенный лес. Там речная петля, там поляна чудес. Кто поставил вопрос в этой точке земной? Может, разум иной? Может, разум — иной. Мир Вселенной — един. Так что каждый из нас его дочь или сын. Рвётся в Космос душа в устремленьи святом. Может, там её дом?»
В его стихах также встречаются и лирические мотивы — любовь, сила духа, радость, красота..

«Любовь — талант безмерный, что рушит все преграды. Она течёт из веры, как высшая награда. Любовь — богатство Духа и русло восхожденья. Из солнечного круга берёт своё горенье…»
 Тема духовности была основой его творчества. Королев писал: «Для чего нужен духовный путь? Чтобы от рабства освободиться и, чтоб бессмертие вдохнуть. Летать выше, быстрее птицы. Чтобы народу помочь в беде, даже всему человечеству. Чтобы с Учителем рядом сидеть у источника вечности», а также:

«Мы — семя Духа, земля материи. Мы — пламя Духа, дрова Материи. Мы — вспышка Духа, зола материи. Мы — отблеск Духа и соль материи. Мы — голос Духа и тишь материи. Мы — проблеск Бога и плоть материи»
Много стихов он посвятил выдающимся личностям (Циолковский; Вернадский, Владимир Иванович; Авиценна; Королёв, Сергей Павлович; Елена и Николай Рерих и др.), а также своим друзьям. Кроме того Королев С. И. играл на многих музыкальных инструментах, а также писал музыку на свои стихи и на стихи многих современных поэтов. Его песни исполнялись на белорусском радио в исполнении солистов хора белорусского радио, а также звучали на концертах(газета «Советская Белоруссия» от 22.03.1961 г. № 69). Его музыкальному творчеству посвящали телевизионные передачи. Королёв посвятил много стихов музыке. В одном из стихотворений, опубликованном в воскресном номере 29 газеты «Во славу Родины» от 01.02.1981г, он написал: «Я верю инструментов вздоху, и в душу музыки влюблен…». При проведении Всемирного фестиваля молодежи и студентов в Москве в 1957 г. его песня «Полюс мира» победила на Всесоюзном конкурсе, и он стал лауреатом фестиваля, а песня отмечена дипломом. Королёв С. И. откликался стихами на значимые события и даты в жизни страны. В стихотворении «Хатынь», опубликованном в газете «Во славу Родины» от 30.11.1980г, посвященном открытому под Минском Мемориальному комплексу памяти о Хатыни, белорусской деревне, сожжённой в 1943г вместе с людьми, он писал:

«Сердца Хатыни вовсе не сгорели, они ушли, как молнии в траву, и до меня те искры долетели, я этими зарядами живу…»
Многие из его друзей называли его своим духовным учителем и публиковали, посвященные ему стихотворения :

«Я знаю есть Учитель, разложит всё по полкам. И каждый день открытий нанижет на иголку. И шов наложит тонкий на меридиан сознанья. И эхом самым звонким, войдет вибрация знания…»
Именно благодаря его друзьям, которые считали себя его учениками, в Республике Беларусь было издано 5 сборников его стихов.
В 1994г вышел первый сборник его стихов «Миг вечности».
Второй сборник стихов С. И. Королёва «Явь» издан в 1997 году Национальным институтом образования Министерства образования Республики Беларусь. Редактор этого сборника, профессор В. У. Протченко — лауреат премии Франциска Скорины 1999г — в предисловии сказал о его стихах: «Необозримые пространство и высота, нежность чувств и космический полет мысли, вселенское сознание за сегодня и будущее землян, сокровенная тайна человеческого бытия — вот те составляющие, которые питают самобытные стихи Спартака Ивановича». Часть стихов из этого сборника переведена в электронный вид кандидатом химических наук В. И. Куликовым, долго работавшим в Институте физико-органической химии АН БССР. Куликов был членом Совета Всесоюзной уфологической Ассоциации, где и познакомился с Королёвым, который живо интересовался проблемами энергоинформационного обмена в природе.
В 1998 году опубликован третий сборник стихов «Голос сердца», отзыв о котором написал близкий друг Спартака, певец, солист Государственного академического музыкального театра Республики Беларусь, руководитель детского музыкального театра «Сказка», Александр Артемьев.
В последний год жизни Спартака Королева в 1999 году выходит четвёртый сборник стихов «Цвет радости». Это был последний сборник, который вошёл в библиографию поэта при его жизни. Эпиграф к нему был написан самим автором: «Мы наперед не знаем точно, что ждет нас где-то впереди… Мы запятые ставим. Точки нам жизнь поставит на пути».
Далее Королёв хотел выпустить сборник стихов, открывающих смысл философских категорий, рассчитанный для узкого круга читателей. Однако только в 2004 году уже посмертно был опубликован последний сборник стихов под названием «Концентрация мысли». Составитель сборника Лилия Огородникова написала об отобранных ею для публикации стихах следующее: «Он выстроил мир из вопросов и ответов, дающих прозрение». По её мнению девизом к творчеству Спартака Королева могли быть его  слова из эпиграфа к стихам пятого сборника: «Увидеть спираль будущего, вообразить мир обновленным, жить в грядущем». Философская составляющая творчества Королёва кратко и наглядно отразилась в его белом стихе «Невидимы»: 

 «Пространство — осмысление объёма. Время — изменение эволюции. Материя — чувственное восприятие. Жизнь — движение и размножение. Сознание — наивысшее отражение. Мысль — разрыв пространства. Воля — сила психики»

Стихи Королёва С. И., на военную тематику печатались в различных белорусских изданиях: газеты — «Советская Белоруссия», «Во славу Родины», «Знамя юности», «Чистый мир», журналы: «Беларусь», «На рубеже столетий». Большая статья о научной и художественной деятельности Спартака Королёва под названием «Если сердце в чаше богов» была опубликована журналистом Василием Брылем в газете «Знамя юности» от 04.01.1995 г. Королёв С. И. немало строк посвятил жизни и смерти. Одно из них, где отмечается роль войны в формировании его как поэта, является стихотворение «Обе жизни»:
 «…Помнится весна, которой нет, ту весну бомбёжки проглотили. Было далеко нам до побед, только вера набирала силу.

Помнится та жизнь, которой нет, но беру оттуда все начала. Люди говорят, что это бред, а я обе жизни различаю..»
Все пять сборников его стихов в настоящее время хранятся в Национальной и в Президентской библиотеках Беларуси. Стихи Спартака Королева и воспоминания о нём вошли в сборник «Ученик и учитель», 3х томник, Куликова В. И., изданный в Минске в 2018 г.
Спартак Иванович Королёв умер в 1999 году и был похоронен на Восточном кладбище (Минск).
16 января 2001г в белорусской газете Знамя юности вышла статья «Будем жить возвышенно» ко 2й годовщине смерти С. И. Королёва (автор — главный редактор журнала «На рубеже столетий» Василий Брыль). В 2019 году издана энциклопедия «Кто есть кто в Республике Беларусь», где говорится о деятельности Королёва Спартака Ивановича — ученого, поэта, композитора, внесшего свой вклад в культуру и науку государства.

## Награды
Ордена и медали:
- Орден Отечественной войны II степени
- Медаль За победу над Германией  (1946)
- Медаль «За отвагу» (СССР)  (1944)
- Медаль "За боевые заслуги"  (1954)
- Медаль «В ознаменование 100-летия со дня рождения Владимира Ильича Ленина»  (1971)
- Почётный знак «За отличные успехи в области высшего образования СССР» (1973)
- Медаль ВДНХ «За достигнутые успехи в развитии народного хозяйства СССР» (1975)
- Медаль «Ветеран труда»
- Отличник народного просвещения

## Список произведений
- Королев С. И. Некоторые проблемы лекторского мастерства. Журнал «Коммунист Белоруссии» № 2, 12с, 1979.
- Королёв, Спартак Иванович. Миг вечности.: Сб. стихов / Спартак Королёв ; Издано в: г. Минск : «Тишков», 1994, 206с., 5000 экз. Примечания: С автографом автора хранится в: (Национальная библиотека Беларуси, 1Ба77837). ISBN 985-6077-01-X.
- Королёв, Спартак Иванович. Явь. Стихотворения. — Мн.: издательство Типография НИО (Национальный институт образования), 1997. — 166 с. Тираж 1000 экз. ISBN 985- 6077-01-X.
- Королёв, Спартак Иванович. Голос сердца : Медитации. Сб. стихов / Спартак Королёв ; Худож. В.Пузанкевич. Изд.:ГИИП «Промпечать», Минск, 1998, 175 с, Тираж 1000 экз. ISBN 985-6306-10-8. Хранится в ЦНБ НАН Беларуси.
- Королёв, Спартак Иванович. Цвет радости. — Мн.: [б. и.], 1999. — 72 с. Тираж 300 экз.
- Королёв, Спартак Иванович. Концентрация мысли. — Мн. ISBN 985-6306-10-8, 2004. — 74с. Тираж 100 экз.
- Королев С. И. Коммуникация и мышление в процессе обучения/ С. И. Королев. — С .31-43. Республиканский межведомственный сборник: «Коммуникация и обучение иностранным языкам». Минск : Вышэйшая школа, 1970г — 207с. Хранится в Ярославской областной универсальной научной библиотеке им. Н. А. Некрасова
- Королев С. И. Проблема коммуникативно-мыслительных упражнений // Коммуникативные упражнения для обучения иностранным языкам в школе и вузе: Материалы к симпозиуму, 7-9 дек. — Минск, 1967. — 43с.